# Episodi di Agenzia U.N.C.L.E.
La prima e unica stagione della serie televisiva Agenzia U.N.C.L.E. è andata in onda negli Stati Uniti dal 13 settembre 1966 all'11 aprile 1967 sulla NBC.
| nº | Titolo originale                | Titolo italiano | Prima TV USA      | Prima TV Italia |
| -- | ------------------------------- | --------------- | ----------------- | --------------- |
| 1  | The Dog-Gone Affair             |                 | 13 settembre 1966 |                 |
| 2  | The Prisoner of Zalamar Affair  |                 | 20 settembre 1966 |                 |
| 3  | The Mother Muffin Affair        |                 | 27 settembre 1966 |                 |
| 4  | The Mata Hari Affair            |                 | 4 ottobre 1966    |                 |
| 5  | The Montori Device Affair       |                 | 11 ottobre 1966   |                 |
| 6  | The Horns-of-the-Dilemma Affair |                 | 18 ottobre 1966   |                 |
| 7  | The Danish Blue Affair          |                 | 25 ottobre 1966   |                 |
| 8  | The Garden of Evil Affair       |                 | 1º novembre 1966  |                 |
| 9  | The Atlantis Affair             |                 | 15 novembre 1966  |                 |
| 10 | The Paradise Lost Affair        |                 | 22 novembre 1966  |                 |
| 11 | The Lethal Eagle Affair         |                 | 29 novembre 1966  |                 |
| 12 | The Romany Lie Affair           |                 | 6 dicembre 1966   |                 |
| 13 | The Little John Doe Affair      |                 | 13 dicembre 1966  |                 |
| 14 | The Jewels of Topango Affair    |                 | 20 dicembre 1966  |                 |
| 15 | The Faustus Affair              |                 | 27 dicembre 1966  |                 |
| 16 | The U.F.O. Affair               |                 | 3 gennaio 1967    |                 |
| 17 | The Moulin Ruse Affair          |                 | 17 gennaio 1967   |                 |
| 18 | The Catacomb and Dogma Affair   |                 | 24 gennaio 1967   |                 |
| 19 | The Drublegratz Affair          |                 | 31 gennaio 1967   |                 |
| 20 | The Fountain of Youth Affair    |                 | 7 febbraio 1967   |                 |
| 21 | The Carpathian Killer Affair    |                 | 14 febbraio 1967  |                 |
| 22 | The Furnace Flats Affair        |                 | 21 febbraio 1967  |                 |
| 23 | The Low Blue C Affair           |                 | 28 febbraio 1967  |                 |
| 24 | The Petit Prix Affair           |                 | 7 marzo 1967      |                 |
| 25 | The Phi Beta Killer Affair      |                 | 14 marzo 1967     |                 |
| 26 | The Double-O-Nothing Affair     |                 | 21 marzo 1967     |                 |
| 27 | The U.N.C.L.E. Samurai Affair   |                 | 28 marzo 1967     |                 |
| 28 | The High and the Deadly Affair  |                 | 4 aprile 1967     |                 |
| 29 | The Kooky Spook Affair          |                 | 11 aprile 1967    |                 |

## The Dog-Gone Affair
- Prima televisiva: 13 settembre 1966
- Diretto da: Barry Shear
- Scritto da: Tony Barrett

### Trama
- Guest star: Beth Brickell (Hostess), Jan Arvan (Patras), Allen Jaffe (uomo del THRUSH), Susan Brown (segretaria), Kurt Kasznar (Apollo Zakinthos), Luciana Paluzzi (Tuesday Hajadakis), Marcel Hillaire (Antoine Fromage)

## The Prisoner of Zalamar Affair
- Prima televisiva: 20 settembre 1966
- Diretto da: Herschel Daugherty
- Scritto da: Max Hodge

### Trama
- Guest star: Richard Hale (sacerdote), Vincent Beck (Cassim), Michael Ansara (Vizier), Randy Kirby (Randy Kovacs), Brenda Benet (Gizelle), Abraham Sofaer (Omar), John Gabriel (Prince Ahmed), Rafael Campos (About), Henry Calvin (Sheik Ali Hassen), Jason Wingreen (Fahd)

## The Mother Muffin Affair
- Prima televisiva: 27 settembre 1966
- Diretto da: Sherman Marks
- Scritto da: Joseph Calvelli

### Trama
- Guest star: Charles Dierkop (Iago Susich), William Tuttle (Tuttle), Boris Karloff (Mother Muffin), Richard Peel (Bobbie), Robert Vaughn (Napoleon Solo), Arthur Malet (William Muckleston), Mary Esther Denver (Maude), Bruce Gordon (Vito Pomade), Mitzie Evans (Lisa Calvert), Bernard Fox (Rodney Babcock)

## The Mata Hari Affair
- Prima televisiva: 4 ottobre 1966
- Diretto da: Joseph Sargent
- Scritto da: Samuel A. Peeples

### Trama
- Guest star: Leslie Dean (Marta Hurens), David Watson (Greg Tover), Edward Mulhare (Sir Terrance Keats), Jocelyn Lane (Mandy Dean-Tanner), Christopher Cary (Toby Gordon-Jones), David Hurst (Matthew Brecker)

## The Montori Device Affair
- Prima televisiva: 11 ottobre 1966
- Diretto da: John Brahm
- Scritto da: Boris Sobelman

### Trama
- Guest star: Randy Whipple (Darby), John Carradine (Prof. Boris Budge), Lyn Peters (Model), Randy Kirby (Randy Kovacs), Alfred Shelly (agente U.N.C.L.E.), Norbert Siegfried (Valet), Roger Til (barista), Ivor Barry (Freuchen-Nagy), William Edmonson, Linda Watkins (Mme. Freuchen-Nagy), Dee Hartford (Chu-Chu), Vince Ali (agente del THRUSH), Gabrielle Herrera (modella), Lisa Loring (Felicia), Edward Andrews (Conrad Rossano), Jackie Mitchell (modella)

## The Horns-of-the-Dilemma Affair
- Prima televisiva: 18 ottobre 1966
- Diretto da: John Brahm
- Scritto da: Tony Barrett

### Trama
- Guest star: Martin Kosleck (dottor Boorman), Charles H. Radilak (Prof. Van Zold), Thordis Brandt (segretario/a), David Sharpe (Peopn), Fernando Lamas (Alejandro De Sada), Alejandro Rey (Paco Herrera), Peter Mamakos (uomo del THRUSH), Harold Dyrenforth (Risvold), Sandra Sullivan (Sarita Diaz), Tony Davis (ragazzo), Noel de Souza (cameriere)

## The Danish Blue Affair
- Prima televisiva: 25 ottobre 1966
- Diretto da: Mitchell Leisen
- Scritto da: Arthur Weingarten

### Trama
- Guest star: John MacNusson (tecnico), Randy Kirby (Randy Kovacs), Patrick Campbell (cameriere), Walter Janowitz (addetto bagagli), Ivan Triesault (Prof. Voltan), Mark De Vries (Hansel), Cindy Taylor (Gretel), Virginia Gregg (nonna), William Bramley (Ingo), Dom DeLuise (Stanley Umlaut), Fritz Feld (chef), Ernest Sarracino (Sandor), Burt Brandon (Lars), Lloyd Bochner (Ole Bergman), Carl Carlsson (Tor)

## The Garden of Evil Affair
- Prima televisiva: 1º novembre 1966
- Diretto da: Jud Taylor
- Scritto da: Arthur Rowe, John O'Dea

### Trama
- Guest star: Arthur Malet (William Muckleston), Randy Kirby (Randy Kovacs), Laurie Main (Shah Karum), Daniel Ades (Elburz), Sabrina Scharf (Greta Wolfe), Than Wyenn (dottor Ampona), Arnold Moss (Iman Abbas), Lisa Seagram (Miss Karum), Anna Lisa (Brunhilde), Oscar Beregi, Jr. (Hugo von Gerb), Patrick Horgan (Duke Cornwallis), Susanne Cramer (Marlene), Khigh Dhiegh (direttore del Thrush)

## The Atlantis Affair
- Prima televisiva: 15 novembre 1966
- Diretto da: E. Darrell Hallenbeck
- Scritto da: Richard Matheson

### Trama
- Guest star: Claude Woolman (Honore Le Gallows), Khigh Dhiegh (colonnello Frank Faber), Sidney Blackmer (professore Antrum), Denny Miller (Vic Ryan), Carlos Rivero (nativo), Kenneth Parker (uomo), Joan Connors (cameriera), Randy Kirby (Randy Kovacs)

## The Paradise Lost Affair
- Prima televisiva: 22 novembre 1966
- Diretto da: Alf Kjellin
- Scritto da: John O'Dea, Arthur Rowe

### Trama
- Guest star: Lane Bradford (Mr Bruno), Fred M. Waugh (Gibbons), Amentha Dymally (segreteria UNCLE), Otto Waldis (Honstedt), Harry Swoger (capitano Stone), Monte Landis (Genghis Gomez VIII), Mokihana (Mme. Chop Chop), Raymond St. Jacques (Big Feets Charley), Chips Rafferty (Liverpool 'Enry)

## The Lethal Eagle Affair
- Prima televisiva: 29 novembre 1966
- Diretto da: John Brahm
- Scritto da: Robert Hill

### Trama
- Guest star: Karl Bruck (Herr Ober), Thordis Brandt (Tearoom Blonde), Cesare Danova (conte Egan), Margaret Leighton (Gita Volander), Brian Avery (Dieter), Michael Wilding (Franz Joseph)

## The Romany Lie Affair
- Prima televisiva: 6 dicembre 1966
- Diretto da: Richard C. Sarafian
- Scritto da: Tony Barrett

### Trama
- Guest star: Lloyd Bochner (Sadvaricci), Gladys Cooper (Mama Rosha), Mara Marshall (contessa Vorini), Cal Bolder (Gorn), Audrey Dalton (Mrs. Wainright), Johnny Haymer (Joey il clown)

## The Little John Doe Affair
- Prima televisiva: 13 dicembre 1966
- Diretto da: Leo Penn
- Scritto da: Joseph Calvelli

### Trama
- Guest star: David Fresco (Georgie Franks), Joseph Calvelli (capo della polizia), Mario Badolati (Enrico Bardi), Olive Sturgess (Emily Doe), Wally Cox (Little John Doe), Pernell Roberts (Joey Celeste), Robert Carricart (Ugo)

## The Jewels of Topango Affair
- Prima televisiva: 20 dicembre 1966
- Diretto da: John Brahm
- Scritto da: Berne Giler

### Trama
- Guest star: Booker Bradshaw (Prince Nicholas), Barry Kelley (Whiteside), Brock Peters (King M'Bala), John Qualen (dottor Elmer Spritzer), Billy Beck (Joe), Khalil Bezaleel (Tate), Rupert Crosse (Tchelba), Alan Caillou (Ame Carson), Patrick Horgan (Byron Cavendish), Leslie Uggams (Natasha Brimstone)

## The Faustus Affair
- Prima televisiva: 27 dicembre 1966
- Diretto da: Barry Shear
- Scritto da: Jerry McNeely

### Trama
- Guest star: Milton Parsons (cameriere), Kelton Garwood (Poet), Dick Crockett (Willie Goethe), Guy Way (Georgie Gounod), Tom Bosley (Quantum), Raymond Massey (B. Elzie Bubb), Carol Wayne (Young Thing), Lilli Clark (ballerina), Randy Kirby (Randy Kovacs)

## The U.F.O. Affair
- Prima televisiva: 3 gennaio 1967
- Diretto da: Barry Shear
- Scritto da: Warren Duff

### Trama
- Guest star: Fernando Lamas (Salim Ibn Hydari), Joan Blondell (Madame), Anthony Caruso (Amintore Dossetti), Janet MacLachlan (Nur), James Millhollin (aiutante), Janine Clements (Handmaiden), Lee Kolima (guardia)

## The Moulin Ruse Affair
- Prima televisiva: 17 gennaio 1967
- Diretto da: Barry Shear
- Soggetto di: Jay Simms

### Trama
- Guest star: Tura Satana (Rabbit), Barry Robins (Chico), Ellen Corby (Madame Bloor), Olan Soule (dottor Apella), Gabrielle Herrera (guardia di Toulouse), Ilona Wilson (Toulouse's Elite Guard), Inger Wegge (guardia di Toulouse), Harry Varteresian (lottatore mascherato), Thordis Brandt (Miss Ibsen), Shelley Berman (dottor Vladimir Toulouse), Jan Davis (guardia di Toulouse), Linda Albertano (guardia di Toulouse), Jackie Mitchell (guardia di Toulouse), Yvonne DeCarlo (Nadia Marcolescu), Burt Mustin (Jan Stretch)

## The Catacomb and Dogma Affair
- Prima televisiva: 24 gennaio 1967
- Diretto da: E. Darrell Hallenbeck
- Scritto da: Warren Duff

### Trama
- Guest star: Gerald Mohr (Dossetti), Peter Marcus (Hugo Horsch), Fabrizio Mioni (Cesare Boriarsi), Danielle De Metz (Adriana Raffaelli), Dick Geary (operatore radio), Barry Brooks (guardia THRUSH), John Cestare (guardia di confine), Bob Duggan (guardia di confine), Thordis Brandt (Miss Ibsen), Eduardo Ciannelli (Prince Boriarsi)

## The Drublegratz Affair
- Prima televisiva: 31 gennaio 1967
- Diretto da: Mitchell Leisen
- Scritto da: Boris Sobelman

### Trama
- Guest star: Patricia Barry (principessa Rapunzel), Vito Scotti (dottor Igor Gork), Christopher Held (Prince Efram)

## The Fountain of Youth Affair
- Prima televisiva: 7 febbraio 1967
- Diretto da: E. Darrell Hallenbeck
- Soggetto di: Robert Bloch, Richard deRoy

### Trama
- Guest star:

## The Carpathian Killer Affair
- Prima televisiva: 14 febbraio 1967
- Diretto da: Barry Shear
- Scritto da: Arthur Weingarten

### Trama
- Guest star: Ann Sothern (Mother Magda)

## The Furnace Flats Affair
- Prima televisiva: 21 febbraio 1967
- Diretto da: John Brahm
- Scritto da: Archie L. Tegland

### Trama
- Guest star: Ruth Roman (Dolly X), Peggy Lee (Packer Jo), Susan Browning (Ladybug Byrd)

## The Low Blue C Affair
- Prima televisiva: 28 febbraio 1967
- Diretto da: Barry Shear
- Scritto da: Berne Giler, David Giler

### Trama
- Guest star:

## The Petit Prix Affair
- Prima televisiva: 7 marzo 1967
- Diretto da: Mitchell Leisen
- Scritto da: Robert Hill

### Trama
- Guest star: Reggie Nalder (Pepe), Marcel Hillaire (professore Pamplemousse)

## The Phi Beta Killer Affair
- Prima televisiva: 14 marzo 1967
- Diretto da: Barry Shear
- Scritto da: Jackson Gillis

### Trama
- Guest star: Alan Caillou (sergente Grimes), Victor Buono (Sir Cecil Seabrook), Jerry Lester (Big Julie), Jack LaRue (Cassie), Richard Bakalyan (Brutus), Lynn Bari (Miss Twickum), Barbara Nichols (Ida Martz)

## The Double-O-Nothing Affair
- Prima televisiva: 21 marzo 1967
- Diretto da: John Brahm
- Scritto da: Dean Hargrove

### Trama
- Guest star: Sorrell Booke (Sydney Morehouse), Edward Asner (George Kramer), Jesslyn Fax (Mrs. Barnes), Don Chastain (Montgomery), China Lee (Vivian), Harry Harvey (vecchio)

## The U.N.C.L.E. Samurai Affair
- Prima televisiva: 28 marzo 1967
- Diretto da: Alf Kjellin
- Scritto da: Tony Barrett

### Trama
- Guest star: Angelique Pettyjohn (Cora Sue), James McCallion (Sean McNee), Signe Hasso (Sumata), Richard Roat (comandante Scott), Michael J. Pollard (Herbie)

## The High and the Deadly Affair
- Prima televisiva: 4 aprile 1967
- Diretto da: Richard C. Bennett
- Scritto da: Jameson Brewer

### Trama
- Guest star: Murray Matheson (dottor Merek), Julie Adams

## The Kooky Spook Affair
- Prima televisiva: 11 aprile 1967
- Diretto da: Richard C. Bennett
- Scritto da: John O'Dea, Arthur Rowe

### Trama
- Guest star: Harvey Jason (Cecil), Edward Ashley (Mr. Beaumont), John Orchard (Heathcliffe), Arthur Malet (Treacle), Estelle Winwood (Lady Bramwich), Richard Peel (poliziotto)